# 白山神社 (川越市小ケ谷)
白山神社（はくさんじんじゃ）は、埼玉県川越市の神社。

## 歴史
創建年代は不明である。ただ当地は川越藩藩主松平信綱によって開発されたことから、江戸時代前期に創建されたものと推測される。
当社には、「正徳二年（1712年）」「延享三年（1746年）」の棟札がある。それぞれ「秋元但馬守（秋元喬知）」と「秋元摂津守（秋元凉朝）」の名が残されており、当時の藩主の崇敬の篤さを伺い知ることができる。
1871年（明治4年）、近代社格制度に基づく「村社」に列せられ、1907年（明治40年）の神社合祀により周辺の3社が合祀された。
かつての別当寺は「円福寺」であったが、1975年（昭和50年）に廃寺となり、円福寺の行事だった「天道念仏」が当社の行事として引き継がれた。

## 交通アクセス
- 西川越駅より徒歩5分。